# 中西勝
中西 勝（なかにし まさる、1924年4月11日 - 2015年5月22日）は日本の画家。洋画家。
画風は、第二次世界大戦後の人々の暮らしなどを抒情的、詩的に描き出す、時には戦争体験も踏まえたものが中心であったが、1965年（昭和40年）から妻とともに自動車で世界一周をすると人間の逞しさや生命の根源を窺うものへと変化した。

## 経歴
1924年（大正13年）、現在の大阪府大阪市城東区に生まれる。大阪府立四條畷中学校在学時から油絵を描き始め、保田龍門のアトリエなどでデッサンを学ぶ。帝国美術学校西洋画科へ入学するとともに川端画学校へも通った。1944年（昭和19年）学徒動員にて出征。中支那派遣軍の部隊に配属するも、逃走を試みるなど軍人としては問題があった。終戦後の1945年（昭和20年）9月から湖北省の俘虜収容所で過ごし、1946年（昭和21年）5月に帰国した。
帰国後、大阪市立美術館付設美術研究所へ開所当時から通いながら、1947年（昭和22年）3月に帝国美術学校を卒業。1949年（昭和24年）4月からは神戸市立西代中学校の図画教員となり、神戸市垂水区に移り住む。この年、田村孝之介から出品を勧められた第3回二紀展で入賞。以降、二紀展で出品を重ねて後に二紀会の理事、名誉会員となる。1969年（昭和44年）神戸学院大学人文学部美術専任教授。1972年（昭和47年）第15回安井賞を受賞。1977年（昭和52年）に田村が神戸市灘区に六甲洋画研究所を設立すると、中西は研究所の教師として後進の指導に当たった。1978年（昭和53年）神戸森女子短期大学講師、1988年（昭和63年）同校教授。
没後の2020年、妻の手により神戸市東灘区の元自宅が改装され、記念館「無字庵」がオープン。